# Economia de Israel
Desde que foi criado o Estado de Israel, em 1948, o perfil de sua economia se alterou profundamente, apesar do pouco tempo de existência. No início, o país se mantinha com as doações vindas de judeus do mundo todo, principalmente dos Estados Unidos e com a produção agrícola, com destaque para a laranja. Um pouco mais tarde, por causa de sua situação geopolítica, Israel acabou por desenvolver sua indústria bélica, onde se sobressaem as submetralhadoras e fuzis.
O país possui também uma forte indústria aeroespacial, de renome mundial, liderada por firmas como Israel Aerospace Industries, Elbit Systems e Elta e que, ao longo dos anos, desenvolveu e fabricou satélites, veículos lançadores de satélites, aviões não tripulados, tecnologia de ponta para caças, radares avançados e vários outros produtos. Atua fortemente também nas áreas de energia solar e energia geotérmica. A empresa de energias geotérmicas Ormat é negociada, junto com outras várias empresas de tecnologia israelenses, na Bolsa de Valores de Nova Iorque
Israel tem uma economia de mercado com tecnologia fortemente desenvolvida. É dependente de importação de grãos, carnes e petróleo. Apesar dos escassos recursos naturais (85% de terras desérticas), Israel desenvolveu intensamente sua agricultura e indústria, exportando tecnologia nestas áreas. Diamantes, alta tecnologia, equipamentos militares, softwares, produtos farmacêuticos, química fina, produtos agrícolas e insumos são suas principais exportações. Com o planejamento do governo apontando para investimentos no ensino superior, este rendeu ao país uma economia moderna, com uma indústria de software que se tornou referência internacional. Israel é, atrás dos Estados Unidos e Canadá, o país com maior número de empresas listadas na NASDAQ.
O turismo é outro setor importante para a economia; este setor teve significativa queda nos últimos sete anos em virtude dos ataques terroristas. Em 2012, o país era o 22º no ranking de competitividade do Fórum Econômico Mundial.

## Trajetória econômica
A economia israelense é altamente indexada. Diz-se que israelenses seguem o Índice de Preços ao Consumidor (IPC) como os norte-americanos seguem tabelas de beisebol. Seus salários, hipotecas e outros itens de receitas e despesas são total ou parcialmente indexados aos índices de inflação mensais ou trimestrais.
Desde meados dos anos 1990, a inflação israelense se mantém estável, com índices inferiores a 10%, chegando a ser negativo (-0,4%) em 2004. Mas nem sempre foi assim. Houve um período na economia de Israel em que o índice inflacionário chegou a percentuais de hiperinflação. Entre 1980 e 1985, os índices chegaram aos três dígitos, atingindo o ápice em 1984, com o índice dos últimos doze meses ultrapassando 480% em novembro. A inflação naquele ano chegou a 345%.

### Origem da indexação ao IPC
A história do IPC em Israel remonta a 1942, em plena Segunda Guerra Mundial. Como parte da economia em tempo de guerra, o governo emitiu um decreto, obrigando o "congelamento" de todos os preços, salários e aluguéis. Com o passar do tempo, as forças de mercado superaram a política do governo, e os preços começaram a subir. Uma maneira tinha que ser encontrada de remunerar os empregados, acompanhando esse aumento de preços, mas sem aumentar os seus salários reais. A solução foi criar um índice que atrelasse os salários ao aumento de preços, assegurando que nem o poder de compra caísse, nem os salários ultrapassassem os índices de inflação. Logo foi assinado um acordo nesse sentido entre a Associação dos Fabricantes e a Histadrut (Federação dos Trabalhadores), que se tornaria lei em 1950, com a criação do IPC. Assim, de modo geral, os salários de todos os trabalhadores estavam protegidos do ataque inflacionário.
A inflação anual subiu de 14% em 1952 para 66% em 1953, devido à nova política econômica, que desvalorizou consideravelmente a moeda estrangeira e um relaxamento do controle de preços. Em 1954, foi fundado o Banco de Israel. Como todos os bancos centrais, o seu trabalho era promover uma política monetária adequada, proteger o Tesouro Nacional e garantir um fluxo monetário estável, de acordo com as exigências da economia. O Banco de Israel sempre considerou a inflação como o principal problema a ser abordado e assumiu o comando da política monetária naquele mesmo ano, a partir de quando o aumento anual do IPC manteve-se com um percentual de um dígito ao longo do resto daquela década e durante toda a década de 1960 (com exceção de 1962, quando atingiu 10%). Durante a maior parte desses anos, a economia teve um crescimento rápido, a uma taxa média anual de quase 10%, uma taxa três ou quatro vezes maior do que a da maioria das economias ocidentais na época. Além disso, o desemprego era relativamente baixo e a qualidade de vida subiu rapidamente.
O fato de que os preços continuavam subindo não causou muita preocupação para o cidadão comum, uma vez que seus salários eram protegidos pela indexação. Ao longo dos anos, cada vez mais as transações futuras adotavam a indexação. Uma de suas primeiras aplicações foi em contas bancárias de poupança e indenizações das companhias de seguros, seguidas pelo mercado imobiliário. Não demorou muito para que também o governo começasse a indexar o seu próprio orçamento. Além de pagar os salários do funcionalismo atrelados ao IPC, passou também a inserir cláusulas de indexação nos contratos com os seus fornecedores, justificando como sendo uma ferramenta de estabilidade. Esse sistema de indexação se manteve bem sucedido por mais de três décadas.

### A hiperinflação
A inflação acelerou na década de 1970, aumentando de forma constante a partir de 12% em 1971, para 76% em 1979. Parte desse aumento da inflação foi "importado" da economia mundial, motivado pelos aumentos do preço do petróleo em 1973 e 1979. Nesta época surgiu um novo fenômeno na economia mundial, uma combinação sem precedentes de aumento do desemprego, estagnação econômica e inflação. Em Israel, a política do governo de pleno emprego pós-1973 adiou esse fenômeno até os anos 1980, quando ocorreu o pior período inflacionário no país. De 130% em 1980, saltou para 142% em 1983 e depois para 345% em 1984.      Enquanto isso, o sistema de indexação estava funcionando de forma satisfatória e, além disso, o consumo privado crescia de forma impressionante em 28% durante o período 1980-1983. No entanto, tornou-se óbvio que algo deveria ser feito para conter a escalada inflacionária. Antes perfeita, a indexação passou a realimentar a inflação a um ritmo crescente. Com a evolução para hiperinflação, a espiral de preços foi se tornando um entrave para a economia. Lidar com os ajustes diários da indexação e suas repercussões estava drenando o tempo e os recursos das famílias e empresas.

### O controle da inflação
Em julho de 1985, o governo adotou a Política de Estabilização Econômica, que apelou para a interferência na economia de uma forma a princípio considerada "reacionária" entre os teóricos da economia. Um congelamento total de preços de todos os bens e serviços foi imposto e o mecanismo de indexação foi suspenso. Tudo passou a ser tabelado, com etiquetas de preços em lojas, as tarifas dos serviços, os preços especificados em contratos, salários,orçamentos públicos e taxas de câmbio. Tudo permaneceu fixado no valor nominal exato do dia em que a política foi implantada. O "tratamento de choque" funcionou. Em 1986, a inflação caiu para 64% (menos da metade da taxa em 1985). Dentro de alguns meses, as autoridades começaram a suspender o congelamento de preços de alguns itens; em outros casos, levou quase um ano. Em 1987, a inflação havia caído para 20%.   O sistema de indexação ao IPC foi restabelecido assim que a política de estabilização mostrou sinais de sucesso, embora o Banco de Israel começasse a tomar medidas mais rigorosas para supervisionar os aspectos monetários da economia. Ao longo da década de 1990, os índices de inflação diminuíram ainda mais, embora não linearmente. O governo comprometeu-se a conter os gastos deficitários e reduzir o controle sobre o mercado financeiro. Muitas restrições às importações foram suspensas e os monopólios foram distribuídos, trazendo os preços para baixo. O Banco de Israel, especialmente a partir de meados da década de 1990 em diante, passou a adotar uma política monetária restritiva, elevando as taxas de juros várias vezes. A economia entrou em recessão em 1996 e o crescimento desacelerou significativamente, enquanto o desemprego subiu quase aos níveis de dois dígitos.

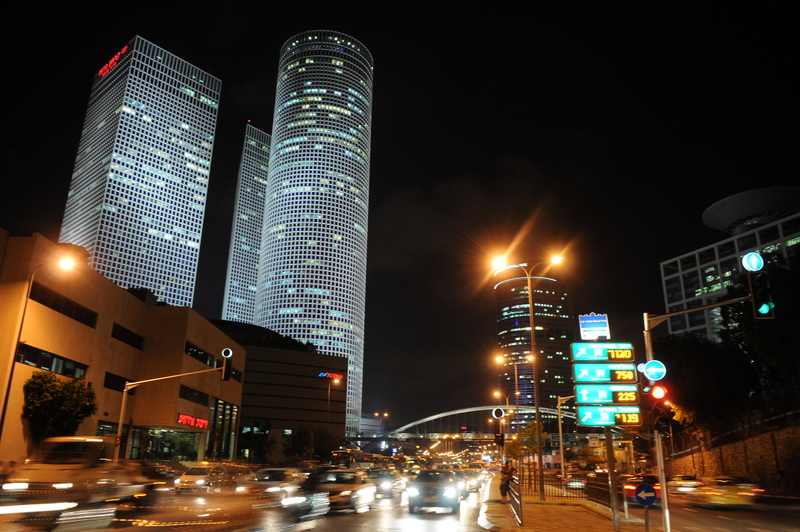
Azrieli Center em Tel Aviv, inaugurado em 1999.

Mas o resultado foi que, em 2000, a inflação foi de apenas 1,13%, o valor mais baixo em mais de três décadas. Um fator favorável para Israel na luta contra a inflação foi a entrada no país de quase um milhão de imigrantes - vindos principalmente da ex-URSS - que chegaram na década de 1990, criando novas demandas na força de trabalho com profissionais qualificados. Houve um crescimento significativo em setores de alta tecnologia, criando milhares de novos negócios e empregos. Ao mesmo tempo, o processo de paz no Oriente Médio abriu novas portas para as exportações israelenses. Em 2014, nos meses de janeiro a abril, os índices de inflação acumulada dos últimos doze meses não ultrapassaram 1,5%, ficando abaixo de 1% em abril.

## Índices Econômicos e Sociais
- IDH: (0-1): 0,935.
- Posição no IDH mundial: 16º lugar (o mais elevado no Oriente Médio).
- PIB (total de riquezas produzidas): 245,266 milhoes (2011)
- Renda "per capita" anual: US$ 32,3 mil (2011)
- PIB agropecuária: 4,2% (1998).
- PIB indústria: 29% (1998).
- PIB serviços: 66,8% (1994).
- Crescimento do PIB: 5,4% ao ano (1990-1998).
- Exportações: US$ 23,3 bilhões (1998).
- Importações: US$ 29,3 bilhões (1998).
- Agricultura: batata, tomate, trigo, maçã, frutas cítricas, melão.
- Pecuária: bovinos, suínos, ovinos, aves.
- Pesca: 23,3 mil t (1997).
- Mineração: bromita, magnésio, sais de potássio.
- Indústria: alimentícia, bebidas, tabaco, máquinas (elétricas), química, petroquímica, carvão, metalúrgica, equipamentos de transporte, jóias (polimento de diamante).
- Principais parceiros comerciais: Estados Unidos, Reino Unido, Alemanha, Bélgica, Itália, Países Baixos, Suíça.
- Internautas: 2 milhões.
- Taxa de Analfabetismo: 3,9% (a mais baixa do Oriente Médio).
- Índice de escolaridade bruta: 90%.
- População urbana: 91% (1998).
- População rural: 9% (1998).
- População abaixo da linha da pobreza: 18% (2001).
- Densidade populacional: 324 hab./km².
- Crescimento demográfico: 2,2% ao ano (1995-2000).
- Fecundidade: 2,68 filhos por mulher (1995-2000).
- Expectativa de vida M/F: 76/80 anos (1995-2000).
- Mortalidade infantil: 8 por cada 1000 nascimentos (1995-2000).
- Fontes: CIA Factbook e Ministério das Relações Exteriores de Israel.

Entre os números positivos, destaca-se posição privilegiada em termos per capita: 2° do mundo em telefones celulares (telemóveis), 1.º do mundo em empresários, 1° do mundo em leitores, 1° do mundo em doutores, 1° do mundo em mestres, 2.º do mundo em viajantes internacionais, 1° do mundo em edição de livros e publicações de teses.